# Isole Ciclopi
Le isole Ciclopi sono un piccolo arcipelago della Sicilia, nell'Italia insulare.
Si sono formate in conseguenza di una intensa attività vulcanica circa mezzo milione di anni fa. Esiste la possibilità che in origine fossero attaccate alla costa siciliana.

## Geografia
Le isole Ciclopi sono comprese nell'Area marina protetta Isole Ciclopi, davanti alla costa di Acitrezza nel territorio comunale di Aci Castello. L'arcipelago è composto da:
- l'isola Lachea
- il faraglione Grande
- il faraglione Medio
- il faraglione Piccolo
- altri quattro scogli disposti ad arco.

## Caratteristiche geologiche
La struttura geologica delle isole, caratterizzata da migliaia di pilastri naturali di lava solidificata, è comune alle formazioni presenti sull'isola di Staffa, situata a ovest della Scozia, a 10 km dall'isola di Mull.

## Storia

### Nesonimo
Il nome dell'arcipelago deriva dalla leggenda secondo la quale i faraglioni e gli altri scogli siti di fronte ad Acitrezza siano le pietre scagliate dal ciclope Polifemo contro Ulisse in fuga, come narrato nell'Odissea di Omero. Presso questo lido sarebbe ambientato il passaggio di Enea in Sicilia, dove l'eroe troiano sfugge a Polifemo accecato e agli altri ciclopi, salvando Achemenide.

## Cultura
Le isole Ciclopi sono servite da scenario nel capolavoro letterario di Giovanni Verga, I Malavoglia; sono state, inoltre, set cinematografico del film La terra trema di Luchino Visconti, premiato al Festival di Venezia nel 1948.

## Geografia politica
Le isole Ciclopi si trovano di fronte alla spiaggia di Acitrezza, nel territorio comunale di Aci Castello, nella città metropolitana di Catania.

## Cultura
1. ↑   Area Marina Protetta Isole Ciclopi, su isoleciclopi.it. URL consultato il 21 gennaio 2012 (archiviato dall'url originale il 6 luglio 2012).
2. ↑  TCI, 147.
3. ↑  Virgilio, Eneide, liber III.